# Schifferstadt
Schifferstadt est une ville allemande de l'arrondissement de Rhin-Palatinat, située dans le Land de Rhénanie-Palatinat.
Se trouvant à environ 15 km au sud-ouest de Ludwigshafen.

## Histoire
| Appartenances historiques Principauté épiscopale de Spire 1065-1331 Principauté épiscopale de Spire/ Palatinat du Rhin 1331-1708 Principauté épiscopale de Spire 1708-1797 République cisrhénane (Mont-Tonnerre) 1797-1802 République française (Mont-Tonnerre) 1802-1804 Empire français (Mont-Tonnerre) 1804-1813 Royaume de Bavière 1815-1918 République de Weimar 1918-1933 Reich allemand 1933-1945 Allemagne occupée 1945-1949 Allemagne 1949-présent |

La plus ancienne mention connue de la ville date de l'an 868.

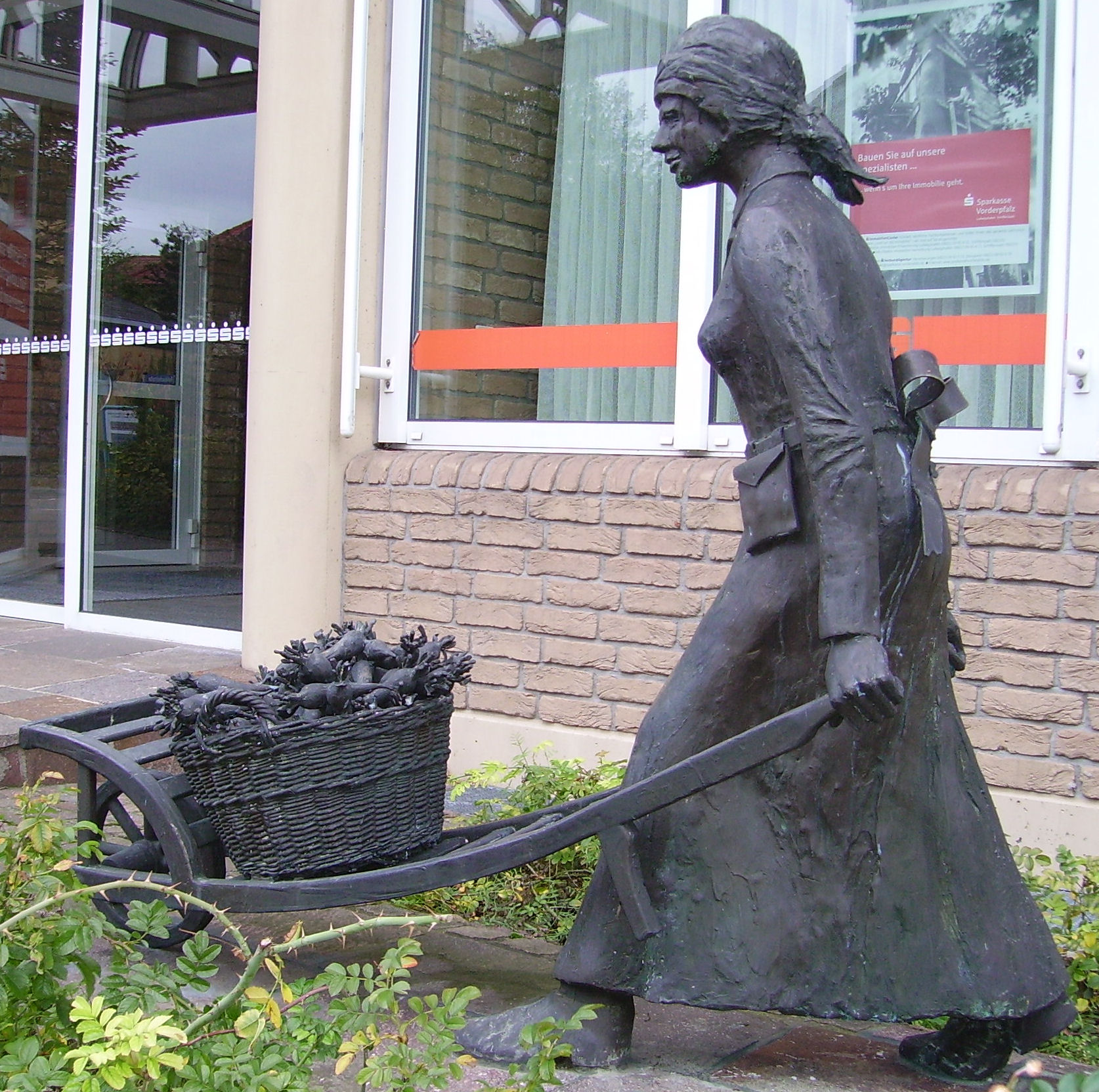

- Histoire de la communauté juive de Schifferstadt et de sa synagogue avant la Seconde Guerre mondiale

## Personnalité
Wilfried Dietrich (1933-1992), lutteur, champion et quintuple médaillé olympique, est né à Schifferstadt.